# 清浅镇
清浅镇，是中华人民共和国安徽省阜阳市太和县下辖的一个乡镇级行政单位。

## 行政区划
清浅镇下辖以下地区：
清浅村、曹庄村、后吴村、陈楼村、云寨村、张庄村、付集村和王各村。